# Kis-Viczay József
Kis-Viczay József másként: Kis-Viczai, régi irodalmakban: Kis Witzay (Kassa, Abaúj megye, 1746. március 23. – Kassa, 1810. április 5.) orvosdoktor, Kassa város és Torna vármegye orvosa.

## Élete
A család eredeti neve Molnár volt, a Sopron vármegyei Vicáról került Abaúj vármegyébe még a Vicán született atyai nagyapa, Kis-Viczay Péter (1681–1762), aki a kassai magyar evangélikus egyház lelkésze lett. Apja, Kis-Viczay József szintén megyei és városi sebészorvos, anyja Hermann Erzsébet volt. Középiskoláit szülővárosában, orvosi tanulmányait Bécsben és Nagyszombatban végezte, ahol 1773-ban orvosdoktorrá avatták. Ekkor visszatért Kassára, ahol gyakorló orvos volt; sikeres gyógyításai csakhamar híressé tették, így nemsokára Torna vármegye rendes orvosa és 1782-ben Kassa városi orvosa lett
. Mint orvos Kassán híres volt a tudományban és emberbaráti érzésben való gazdagságáról: mint keresett orvos változatlan szorgalommal kereste föl napjában többször is betegeit; „viskó vagy palota közt nem ismert különbséget. A szegény betegek számára nem csak saját költségén csináltatott orvosságot, de ha inségben látta őket, akárhányszor pénzt rejtett ágyukba”.
1789-ben Kazinczy Ferenc súlyos betegségében (feltehetően hastífusza idején) ő volt az orvosa Kassán és a halál torkából mentette meg, orvosi tanácsokért még fogsága idején is hozzá fordult. Barátságuk töretlen maradt. Hálából készíttette el Kazinczy Czetter Sámuellel az orvos rézmetszetű arcképét. „Viczaynak igen jól eltalált képét én ezelőtt nyolc évvel Czetter által metszetem rézben, mert engem is nem egyedül virtusainak tisztelete s a legszentebb barátság, hanem életem megtartása is csatlott hozzá.”
Az 1780–1790-es években Kassán egy szabadkőműves páholynak tagja volt.

## Munkássága
Orvosi munkája és 1773-ban a nyelvről latinul kiadott értekezése mellett Kis-Viczay Józsefnek köszönhető a kassai egykori Sétatér megalkotása is; az itt díszlő fák egy részét még ő maga ültette.
Meghalt 1810. április 5-én, április 18-án Heckenast Mihály evangélikus lelkész tartott fölötte gyászbeszédet.
Utódja és örököse Sihulszky Frigyes városi orvos lett, aki kertjében emléket állított tiszteletére. Az emlékmű feliratát Desewffy József gróf készítette; hamvai fölé az evangélikus temetőben barátai emeltek kis kápolnát.

## Munkája
- 1773-ban adta ki latinul a nyelvről, mint kórjelzőről értekezését: Dissertatio inauguralis medica de lingua ut signo in morbis. (Tyrnaviae, 1773.)